# 最炫民族风
《最炫民族风》是由一首由凤凰传奇组合演唱的歌曲，詞曲作者均為張超，2009年由孔雀唱片随同名专辑出版并发行。
2012年3月起，该歌曲在网络上爆红，并遭到网友恶搞，各种版本的《最炫民族风》视频被上传至网络。

## 背景与发行
2009年5月27日，凤凰传奇发行了第三张专辑《最炫民族风》，同名歌曲随专辑发行。2009年7月7日下午，凤凰传奇在北京雍和宫星光现场举行了新专辑《最炫民族风》的媒体见面会暨专辑首唱会，现场演绎了包括《最炫民族风》在内的多首专辑中歌曲。

## 编曲及乐评
歌曲《最炫民族风》采用了“中国风”主线，歌词简单，朗朗上口，富有流行乐的特征。这首歌的编曲采用了笛声和鼓点，开篇即制造了抢耳效果，而演唱上并没有让主唱杨魏玲花占据绝对的主导地位，而是适时加入曾毅的独唱及合唱部分，并且结尾加入了童声的旋律，整首歌给人以大气开阔的感觉。这首歌曲如同其他凤凰传奇的代表作一样，由于简单好记的旋律和朗朗上口的歌词，常能引发KTV的大合唱，推动气氛。

## 意外爆红
2012年3月起，《最炫民族风》在网络上爆红。由于这首歌的舞曲旋律“配上什么样的画面都能实现‘神同步’，画面节奏与音乐节奏水乳交融，达到完美和谐的境界”，所以引发了网友持续地剪辑搭配热情，一时间，3年前的老歌再度爆红网络。在这股剪辑潮流中，迈克尔·杰克逊、碧昂丝、王菲、五月天、Super Junior等中外明星们的表演视频首先被配上了最炫民族风的音乐，随后“烤羊肉串版”、“电信员工版”、“家庭主妇版”、“刑警版”、“老大爷版”等路人版火爆出现，再后来猩猩、鸡、牛等动物都疯狂加入，更难能可贵的是，这些剪辑都能很好地跟上音乐节拍。
有媒体认为这轮网络爆红是凤凰传奇的团队炒作，但是随后遭到了凤凰传奇宣传阿苦的否认：
|  | 呵呵，这段时间已经有不少人打电话问这事，不过我要先说清楚，我们从来都没有授权、也没有花一分钱去做这事。之前说的那位幕后推手‘疯人蜘蛛’我们完全不认识，我的意思是说微博上肯定是有推手的，为的就是增加粉丝、博点击转发量什么的，但和我们没什么关系，毕竟是三年前的歌了，要炒作也不会用这歌。这事如果是放在公司来做肯定做不起来，因为需要的素材太多，又要能勾起网友共鸣，这是一件很难的事情。然而网友们自己做就不一样了，这样就会有许多新奇的创意产生，再经过这样病毒式的传播，效果一下子就出来了。 |

2012年4月初，在美国NBA休斯顿火箭队主场比赛的中场休息时，一群中老年妇女作为啦啦队，随着《最炫民族风》的音乐进行中场表演，被解读为“在美国也火了”，但随后遭到了凤凰传奇主唱杨魏玲花的澄清：
|  | 美国休斯敦的丰田中心在NBA比赛期间播放了凤凰传奇的《最炫民族风》，很多朋友私信给我，恭喜我们在美国火了。我又想说说我的感受：第一，凤凰传奇在美国没火，我们很清楚这个事实。第二，这沒甚麼了不起的，因为我们不在乎美国人喜欢或者不喜欢我们的歌。第三，凤凰传奇会一直唱下去，这是最重要的。 |

2012年4月8日晚，东方卫视的综艺节目舞林大会中，播出了“舞林大会”演出剪辑视频版的《最炫民族风》，随后凤凰传奇现场演绎了重新编排的《最炫民族风》，新版剪辑的引入了迈克尔·杰克逊的《危险》片段，凤凰传奇则以一身黑白舞服从杰克逊的经典舞步过渡到柔美华丽的拉丁，再到激情四射的街舞，并在表演结束后请主持人和外籍评委上台带领全场齐舞。
在中国大陆，该歌曲是广场舞的主要配乐之一。2015年3月23日，《最炫民族风》被中国国家体育总局成为广场舞的推荐曲目。